# Tivia fulva
Tivia fulva är en kackerlacksart som först beskrevs av Hermann Burmeister 1838.  Tivia fulva ingår i släktet Tivia och familjen Polyphagidae. Inga underarter finns listade i Catalogue of Life.